# Turaco-mascarado
O turaco-mascarado (Crinifer personatus) é uma espécie de ave da família Musophagidae, que é nativa do leste da região afro-tropical. O seu nome comum deve-se ao seu distintivo rosto escuro.
Encontra-se em duas áreas disjuntas de África: uma na Etiópia e a outra (por vezes considerada uma espécie distinta) no Burundi, Malawi, no Quénia, na República Democrática do Congo, no Ruanda, na Tanzânia, no Uganda e na Zâmbia.